# Tim Linthorst
Tim Linthorst (* 3. Juli 1994 in Apeldoorn, Provinz Gelderland) ist ein niederländischer Fußballspieler. Er steht seit 2017 beim Berliner AK 07 in der Regionalliga Nordost unter Vertrag und wird meist als Innenverteidiger aufgeboten.

## Karriere
Tim Linthorst begann seine Fußballerkarriere in seiner Geburtsstadt bei Vitesse Arnheim. Zur Saison 2013/14 steig er aus der Jugend in die zweite Mannschaft des Vereins auf. Nach der Saison 2014/15 verließ er den Verein und schloss sich De Graafschap Doetinchem, welche in die Eredivisie aufgestiegen sind. Sein Debüt für den neuen Verein und in der Eredivisie gab er direkt am ersten Spieltag. Bei der 1:3-Niederlage gegen den SC Heerenveen am 11. August 2015 wurde er von Trainer Jan Vreman über die gesamte Spielzeit eingesetzt. Am Ende der Saison stieg er mit BV De Graafschap direkt wieder in die Jupiler League ab.
In der neuen Liga debütierte er am 21. November 2016 beim Spiel gegen die 2. Mannschaft vom PSV Eindhoven. Er wurde in der 89. Minute für Lion Kaak eingewechselt. Sie verpassten den direkten Aufstieg in die Eredivisie klar und Tim Linthorst verließ daraufhin den Verein.
Er schloss sich in Deutschland den Berliner AK 07 an, welcher in der Regionalliga Nordost spielt. Am 26. August 2017 gab er sein Debüt für die Berliner. Bei der 0:1-Niederlage gegen die VSG Altglienicke stand er in der Startformation und wurde in der 77. Minute ausgewechselt. Sein erstes Tor für die Berliner erzielte er im Berliner Pokal bei dem 10:0-Sieg gegen den TSV Lichtenberg, wo er in der 13. Minute das zweite Tor erzielte.